# هنری خطر (فیلم)
هِنری خطر: فیلم (انگلیسی: Henry Danger: The Movie) فیلم سینمایی ابرقهرمانی آمریکایی در ژانر کمدی محصول سال ۲۰۲۵ است که بر اساس مجموعه تلویزیونی هنری دنجر (۲۰۱۴–۲۰۲۰) ساخته شده است. این فیلم توسط جو منندز کارگردانی شده و فیلمنامه آن توسط نویسندگان سریال‌های پرطرفدار جیک فارو و کریستوفر جی. نواک نوشته شده است. جیک نورمن نقش هنری هارت را به همراه دیگر بازیگران قبلی، شان رایان فاکس، الا اندرسون، مایکل دی. کوهن و فرانکی گرانده در کنار گلی دانگو و آندره تریکوتوکس و حضور ویژه کوپر بارنز تکرار کرد
این فیلم در ۱۷ ژانویه ۲۰۲۵ به طور همزمان از نیکلودئون و پارامونت پلاس منتشر شد.

## داستان
در شهر سوئل‌ویو، دانشمندان شرکت Evil Science Corp با موفقیت دستگاهی به نام Reality Altering Device (RAD) تولید می‌کنند. در حین انتقال آن به یک گاوصندوق امن، نگهبانان متوجه یک اسباب‌بازی کنید دنجر که به طور استراتژیک در پنجره‌ای در نزدیکی قرار داده شده بود نمی‌شوند. لحظاتی پس از ایمن‌سازی RAD، یک نفوذی به نام میسی مارتین که خود را به شکل کید دنجر درآورده و از طرفداران پروپاقرص کید دنجر است دستگاه را می‌دزدد. میسی که توسط چندین نگهبان تعقیب می‌شود، ماهرانه از دست آنها فرار می‌کند و آنها را ناتوان می‌کند و با دستگاه فرار می‌کند. او به خانه‌اش برمی‌گردد و آماده می‌شود تا با استفاده از این دستگاه، کید دنجر را به زندگی بازگرداند. هنری هارت، کید دنجر واقعی که از این ماجرا بی خبر است و به دیستوپیا نقل مکان کرده بود تا در کنار جاسپر دانلوپ، که مهارت‌های منحصر به فردی مانند مبارزه در خواب و صحبت به زبان اسپانیایی را در خود پرورش داده بود، با جرم و جنایت مبارزه کند.
در همین حال، در دیستوپیا، جاسپر به کارآگاه جونز اطمینان می‌دهد که هنری به زودی از راه می‌رسد و سعی می‌کند با او لاس بزند که پایپر هارت و شووز شوارتز حرفش را قطع می‌کنند. جاسپر که از تلاش‌های آنها برای کمک به معشوقه‌هایش خجالت‌زده شده، به آنها در مورد حمله قریب‌الوقوع ابرشرور بلک‌اوت هشدار می‌دهد که به دنبال دزدیدن پلوتونیوم از یک کامیون برای نابودی هسته‌ای دیستوپیا است. وقتی شهر در تاریکی فرو می‌رود، هنری یک رویداد عمومی را رها می‌کند تا با ابرشرورها مبارزه کند، شووز برای یافتن کامیون، دوربین‌های مداربسته را هک می‌کند، در حالی که جاسپر با استفاده از گروه تکنو خود، در کوچه‌ای با بلک‌اوت مبارزه می‌کند. هنری به جمع مبارزان می‌پیوندد و با حملات بلک‌اوت مقابله می‌کند و در نهایت او را در یک نمایش عمومی شکست می‌دهد که باعث خوشحالی طرفدارانش می‌شود. با این حال، اختلاف با جاسپر بر سر شهرت و اعتبار منجر به مشاجره‌ای شدید می‌شود و به دوستی آنها پایان می‌دهد.

## بازیگران
- جیک نورمن در نقش هنری هارت ( کید دنجر) ابرقهرمانی که در دیستوپیا فعالیت می‌کند.
- شان رایان فاکس در نقش جاسپر دانلوپ، دوست هنری که در دیستوپیا به او کمک می‌کند.
  - کاپیتان استاچ، نسخه ابرقهرمانی سبیل‌دار جاسپر از واقعیتی دیگر
- الا اندرسون در نقش پایپر هارت، خواهر هنری هارت
  - خون‌آشام، نسخه‌ی خون‌آشامی الکتریکی از پایپر از فن‌فیکشن میسی که به واقعیت تبدیل شد.
- مایکل دی. کوهن در نقش شووز شوارتز، دوست مخترع هنری هارت
- فرانکی گرانده در نقش دشمن اینترنتی کاپیتان من و هنری هارت که در دنیای واقعی کاپیتان استاچ یک ستاره موسیقی پاپ است.
- گلی دانگو در نقش میسی مارتین دختری که از طرفداران پروپاقرص کید دنجر است
- آندره تریکوتوکس در نقش مربی کرگ، یک شخصیت شرور با تم مربی از داستان تخیلی میسی که به واقعیت تبدیل شد.
- کوپر بارنز در نقش کاپیتان من، ابرقهرمانی که هنری قبلاً دستیار او بود.
- اریک مازیمپاکا در نقش بلک‌اوت، یک شرور نقاب‌دار که منبع پلوتونیوم دیستوپیا را هدف قرار داد.
- ریچل درنس در نقش کارآگاه جونز، کارآگاه پلیسی که در دیستوپیا فعالیت می‌کند.
- بریز دانگو در نقش جما مارتین، خواهر کوچک میسی

## تولید و انتشار
در ماه مه ۲۰۱۷، رئیس گروه نیکلودئونِ ویاکام اعلام کرد که فیلمی بر اساس هنری خطر (۲۰۱۴-۲۰۲۰) در دست ساخت است. در ژانویه ۲۰۲۲، اعلام شد که جیک نورمن با قراردادی بزرگ برای تولید و بازی در محتوای اورجینال در تمام پلتفرم‌های پارامونت گلوبال به نیکلودئون بازمی‌گردد. به عنوان بخشی از این قرارداد، نورمن نقش خود به عنوان هنری هارت (کید دنجر) را در فیلمی سینمایی به اسم هنری خطر تکرار خواهد کرد.
فیلم سینمایی هنری خطر در ۱۷ ژانویه ۲۰۲۵ به طور همزمان از نیکلودئون و پارامونت پلاس پخش شد.

## فیلمبرداری
تصویربرداری اصلی در ۱۱ مارس ۲۰۲۴ در ونکوور و ریچموند، بریتیش کلمبیا آغاز شد و در ۱۸ آوریل به پایان رسید.

## بازخورد
این فیلم در روز پخش اولیه‌اش نزدیک به ۱۴۰،۰۰۰ بیننده داشت. نیک ویلیامز از Feature First به فیلم امتیاز ۴ از ۵ داد و اظهار داشت: «من تحت تأثیر قرار گرفتم و خیالم راحت شد زیرا احساس می‌کنم ادامه خوبی برای این مجموعه است.» فرناندا کامارگو از Common Sense Media به فیلم امتیاز ۳ از ۵ داد و اظهار داشت: «این فیلم برای طرفداران این مجموعه رضایت‌بخش است و معرفی منصفانه‌ای برای بینندگان جدید است.»